# 小峠英二
小峠 英二（ことうげ えいじ、1976年〈昭和51年〉6月6日 - ）は、日本のお笑いタレント。お笑いコンビバイきんぐのツッコミ、ネタ作り担当。相方は西村瑞樹。
福岡県田川郡大任町出身。SMA NEET Project所属。NSC大阪校17期生。

## 経歴
福岡県田川郡大任町出身。福岡県立東鷹高等学校卒業。中高生時代はパンク・ロックに傾倒し、自らアンダー・ザ・チェーンドッグと名付けたパンクバンドを結成しギターやボーカルを担当していた。当時のバンド活動時は「小峠ナターシャ」を名乗っていた。
芸人になりたいと思い始めたのは高校生の時。大分の自動車教習所の合宿で知り合った西村瑞樹と、NSCの面接で再会したことをきっかけに1996年にコンビを結成する。
2012年に『キングオブコント』で優勝し、以降はピンでのメディア露出が増加した。決勝当日も朝6時まで害虫駆除のアルバイトで働いていた。2015年、サンプラザ中野くんと音楽ユニット「坊坊主（ボーボーズ）」を結成し、8月26日にアルバム『励ます』をリリースした。
2021年、『キングオブコント2021』にて、バナナマン・さまぁ〜ずに代わり、新審査員に就任。
2025年6月20日、一般女性との結婚を発表。

## 人物
- 身長170cm、体重55kg。血液型O型。非喫煙者。
- 趣味：音楽・映画鑑賞、特技：ギター。
- 老けた顔とスキンヘッドが特徴。秋から春にかけては革ジャン（ライダースジャケット）を愛用[8]。
- 3人兄弟の次男。
- 中学時代は野球部に所属していたものの、3年間ずっと補欠だった[9]。スポーツに興味がなく、広島東洋カープのファンである相方の西村とは対照的に、野球経験者ながら一度も試合を観戦したことがなく[10]、流行となった選手のことさえも知らないという[11]。
- クルマ好きでもあり、1966年製シボレー・ノヴァを所有している[12]。
- キングオブコント2012決勝の2ndステージで披露したネタ「帰省」の中に小峠が「なんて日だ!!」と叫ぶ場面があるが、同大会で優勝後はその台詞部分だけがクローズアップされるようになり、現在も持ちネタとして多くの場面で使用している。
- 事務所のネタ見せで鼻エンジンのネタを初めて見た際にかなりの衝撃を受け、特にメンバーである村田渚のツッコミに感銘を受けたのをきっかけに村田を慕うようになる。村田と知り合って以降、一緒に飲みに行ってお笑いの話ばかりしていた。村田への尊敬の念はとても強く、ブログ内で「あの人に面白いと認められたかった。」「俺はあの人に夢中やった。」などと綴る程だった。そのため、村田の突然の訃報を知った際に自身は言葉にならない程のショックを受け、「いつか2人で客を集められるようになったらトークライブをやりましょう」と約束していたが、結局叶う事は無かった[13]。
- 音楽ではBLANKEY JET CITYを敬愛している。きっかけは高1のときの花見で、友人がラジカセで流していた曲の中にBLANKEYの曲が入っていたことだという。お笑いのネタを作る際にもBLANKEYの影響を受けており、過去にインタビューでは「完全にブランキーを意識して、できるだけみんなが使ってない言葉を使おうとしていますね」と語っている[14]。また、PERSONZのファンでもある。2025年7月16日に放送された「ガリベンチャーV」にボーカルのJILLがゲスト出演し、小峠の結婚祝いにと『DEAR FRIENDS』を歌った際には感激のあまり漣漣と涙が溢れ出した[15]。

## エピソード
- 高校時代に1年間休学している。高校2年生の頃「芸人になるため学校をやめる」と担任に告げたところ、「ダメだったとき戻ってこられるよう、籍だけは置いておけ」と担任に言われ、高校を休んで大阪へ行った。しかしNSCには入れなかったため、高校に戻ったところ留年した。本人曰く「留年というより休学」[16]。
- 2度目の高2のときにつきあった彼女が2回留年していたため、（自分の）ダブルと（彼女の）トリプルで周りからはフィフスと呼ばれていた[16]。
- 毎年年始に日村勇紀（バナナマン）やケンドーコバヤシら先輩芸人と海外旅行に行っている。2017年、日村やケンコバらと共にバンコクからプーケットまでの飛行機の便に搭乗した際フルフラットで就寝し、到着するときに日村やケンコバは起こされたが小峠は起こされず、そのままの格好で着陸してしまった。そのことについて本人は「寝ているときにオレンジのブランケットをかけていたので、崇高な仏僧と思われたのかもしれない」と語っている[17]。
- 『アッパレやってまーす!』2018年9月6日放送回で、髪が薄くなり始めたのは24歳頃であること、自身の父親や父方・母方の祖父、更には「20歳頃に初めて会った」という遠い親戚も薄毛であることを明かした[18]。
- 「亀田の柿の種オンラインサミット 2021」に参加した際、柿の種とピーナッツの割合について「（現行の）7:3がちょうどいい」と発言した[19]。
- ブレイク前当時に調布に住んでいた際、当時三軒茶屋に住んでいた親交のあったザブングルの加藤歩から、「郊外に住んでいたら売れるもんも売れない。都心に越してテンションなりモチベーションを上げないといけない。」と言われた。しかし、小峠が「引っ越すお金がないです。」と言うと加藤は「三茶に引っ越すなら引っ越し資金出してあげる。」と言い、小峠が三軒茶屋の不動産でいい物件を見つけたところで「あの話って本当ですか?」と加藤に電話し、加藤は快諾、すぐに不動産屋に来て必要な20万円を出し、「これで売れろ!」と言ってくれたという。その5年後に、小峠はキングオブコントで優勝。賞金の1,000万円から20万円を返すと、加藤は「こんな気持ちのいいお金の返され方ないわ。」と喜んだという。金を貸した当時加藤は「調布を否定するわけではないが、都内の方が身動きできるんじゃないかと。なんの迷いもなく、小峠がお笑いとして頑張っていけるんだったら全然いい思って、ほぼあげる気で渡した。」そうである[20][21]。

## 出演

### テレビ番組

#### レギュラー番組
現在のレギュラー
- ヒルナンデス!（2019年1月14日 - 、日本テレビ） - 月曜レギュラー
- 超人女子戦士 ガリベンガーV（2019年1月17日 - 、テレビ朝日） - メインMC
- WoW!Ho!TV → 小峠英二のなんて美だ!（2020年7月 - 、TOKYO MX） - MC
- 相葉マナブ（2020年7月26日 - 、テレビ朝日）
- ヒューマングルメンタリー オモウマい店（2021年4月13日 - 、中京テレビ） - 進行
- 電脳ワールドワイ動ショー → 楽しく学ぶ!世界動画ニュース（2021年10月2日 - 、テレビ朝日） - MC
- 美女たちの密談 モテるの法則X（2021年11月2日 - 、エンタメ〜テレ） - MC

準レギュラー（または不定期出演）
- 水曜日のダウンタウン（TBS） - 不定期出演

過去のレギュラー
- 伊集院光のばらえてぃーばんぐみ（2012年7月 - 9月、東名阪ネット6）
- 七人のコント侍（NHK BSプレミアム）
  - 第2期（2013年6月 - 8月）
  - 第8期（2014年12月 - 2015年3月）
  - 第12期（2016年1月 - 3月）
- 有田チルドレン（2015年4月21日 - 9月22日、TBS）
- 小峠漫遊記 激ウマふれあいビンゴ旅!（テレビ東京） - MC、初冠番組
  - 福岡編（2015年11月3日 - 25日）
  - 沖縄編（2016年4月8日 - 29日）
- 優しい人なら解ける クイズやさしいね（2015年11月3日 - 2017年3月21日、フジテレビ） - ココロトゲトゲくん 役（声の出演）
- 万年B組ヒムケン先生（2016年4月25日 - 2017年3月27日、TBS）[22]
- 誰だって波瀾爆笑（2016年10月2日 - 2020年3月29日、日本テレビ） - 「波瀾履歴ショー」進行役
- 下町ロケバラエティ番組 浅草ベビ9（2017年4月2日 - 9月25日、テレビ東京） - MC[23]
  - 下町ロケバラエティ番組 浅草うず九（2018年1月14日 - 4月1日、テレビ東京） - MC
- 陸海空 こんな時間に地球征服するなんて→陸海空 地球征服するなんて→陸海空 こんなところでヤバいバル（2017年4月11日 - 2019年6月24日、テレビ朝日） - MC
- 青春高校3年C組（2018年4月3日 - 2020年3月17日、テレビ東京） - 火曜日担当隔週MC
- ヤバい話のHow Much?〜ヤバい法律相談〜（2019年7月4日 - 9月19日、テレビ朝日） - MC
- 有田ジェネレーション（2016年5月10日 - 2021年3月23日、TBS） - 進行[24]
- 趣味バカ（2013年10月4日 - 2018年9月、サンテレビ）
- ブイ子のバズっちゃいな!（2020年10月9日 - 2021年9月23日、テレビ朝日） - MC
- 第∞世代〜ここまでどうですか?〜 （2020年10月22日 - 2022年3月3日、テレビ西日本）- MC
- 裸の少年（2019年10月19日 - 2020年10月22日 - 2023年11月4日、テレビ朝日）
- 1億3000万人のSHOWチャンネル（2021年1月16日 - 2024年3月16日、日本テレビ）

不定期出演
- Shibuya Deep A（2012年11月10日、NHK総合） - 「むちゃぶりバトル」
- ゴッドタン（テレビ東京）
  - ザ・大声クイズ10（2013年4月27日）
- 旅をプロデュース!旅デューサー 黒部ダム編（2013年10月14日ほか、TOKYO MX）
- おはスタ（2014年3月17日、テレビ東京）
- 旅ずきんちゃん（2015年3月1日・6月14日・9月6日・10月11日・11月29日、CBC・TBS系列）
- さんまのお笑い向上委員会（2015年8月1日 - 15日・10月10日 - 24日、フジテレビ）
- タモリ倶楽部（テレビ朝日）

#### 特別番組（MCもしくはメインキャスト）
- 芸人キャノンボール（2016年1月1日・8月24日、TBS）[25]
- サンバリュ「知られざるアノ人に会う！熱狂ファンワールド」（2016年1月31日、日本テレビ）[26]
- バカリズム&小峠の僕たちも福岡芸人だ!（2017年2月14日・2018年2月13日・12月11日・2019年9月17日・2020年3月17日、テレビ西日本）
- ヨルスパ!「実は○○で食べてます」（2018年3月12日、関西テレビ） - MC
- 解決!マルガリータファイブ（2021年4月23日、テレビ朝日） - 所員[27]
- 最強!衝撃映像147連発!!「3743本見た中から超厳選!ランキング」 （2021年9月2日、テレビ東京）- 司会
- キングオブコント（2021年10月2日・2022年10月8日、TBS） - 審査員
- 水曜NEXT!「バイきんぐ小峠の今夜もグダグダ気分」（2021年11月25日〈24日深夜〉、フジテレビ） - MC
- 土曜プレミアム「ドラフトコント2021」（2021年11月27日、フジテレビ） - キャプテン
- 行列ゲット1000人旅（2022年4月12日・5月19日、TBS） - MC
  - 行列ゲット旅（2022年11月21日、TBS） - MC
- モクバラナイト（TBS）
  - 〜初出しエピソードが旅の資金に〜 旅ングアウト（2022年4月28日・5月5日） - MC
  - ドン底人間を救うハッピーシアター ピンチさーん!（2022年6月9日・16日） - MC
- 今日もドッカ〜ン!家族愛が爆発だ!GP（2022年5月29日、MBS/TBS） - 進行
  - 家族愛が爆発だ!（2023年1月2日、MBS/TBS） - 進行
- 土曜☆ブレイク「即興プレッシャーSHOW 笑アセろ」（2022年7月9日、TBS） - MC
- 遠距離宅配バラエティ オカンからの荷物です。（2022年8月11日、中京テレビ） - MC
- 小峠地蔵旅（2023年1月9日・16日、5月1日、2024年4月15日・22日、2025年1月11日、5月31日、テレビ東京） - 冠番組[28]
- ～北信越のラーメン大検索～ なんて麺だ!!（2024年10月23日、テレビ朝日系の北信越3局） - MC[29]

### テレビドラマ
- サザエさん アニメ&ドラマで2時間半SP（2013年12月1日、フジテレビ） - 泥棒 役[30]
- 終戦記念スペシャルドラマ 命ある限り戦え、そして生き抜くんだ（2014年8月15日、フジテレビ） - 土田喜代一 役
- ドS刑事 第2話（2015年4月18日、日本テレビ） - 暴力団員 役
- 潜入捜査アイドル・刑事ダンス 第2話（2016年10月15日 、テレビ東京） - 本人 役
- 19番目のカルテ 第2話（2025年7月27日、TBS） - 患者 役[31]

### ラジオ
現在のレギュラー
- アッパレやってまーす! 木曜日（2016年3月31日 - 、MBSラジオ）

### ウェブテレビ
- HITOSHI MATSUMOTO presents ドキュメンタル（2017年 - 2021年、Amazon Prime Video） - シーズン2、シーズン10出演
- HITOSHI MATSUMOTO presents ドキュメンタル Documentary of Documental（2017年、Amazon Prime Video）- シーズン1出演
- 有吉弘行の脱ぬるま湯大作戦（2018年8月、Amazon Prime Video）
- 有田ジェネレーション（2021年4月19日 - 、Paravi） - 進行[32]
- 大脱出（2023年2月22日、DMM TV） - MC[33]

### CM
- 高山質店（2014年） - 高山質店のキャラクター「買いトリ君」の実写版として出演。
- 三井住友海上あいおい生命保険（2015年）
- サントリー食品インターナショナル「オランジーナ」（2016年）[34]
- セブン＆アイ・ホールディングス「セブンマイルプログラム」 - アンバサダー
  - 『止まらないセブンマイル愛』編（2021年12月21日 - ） -  WebCM[35]
  - 『あなたに答えてほしい』編、『涙の理由』編（2022年1月 - ）-  WebCM[35]
- メルカリ「“はじメル”キャンペーン」『新しいオトモダチ / 友達招待ポイント』篇（2022年10月21日 - ） - 藤田ニコル、池田美優、クロちゃんと共演[36]

### ミュージックビデオ
- In 197666「BouQuet」（2014年4月） - バンド名と同じ1976年6月6日生まれである縁から出演[37]。
- OLEDICKFOGGY「シラフのうちに」（2016年）[38]

### 映画
- 音量を上げろタコ!なに歌ってんのか全然わかんねぇんだよ!!（2018年） - 自滅 役

### テレビアニメ
- ダイナ荘びより（2021年） - ステノニコサウルス 役[39]

### 吹き替え
- マッドマックス:フュリオサ（2024年） - ウォーボーイズ 役[40]